# Championnat du Gabon de football 2001
Navigation
Saison précédente Saison suivante
La saison 2001 du Championnat du Gabon de football est la vingt-cinquième édition du championnat de première division gabonaise, le Championnat National. Il se déroule sous la forme d’une poule unique avec seize formations, qui s’affrontent à deux reprises, à domicile et à l’extérieur. En fin de saison, afin de permettre la réduction du championnat à 14 équipes, les trois derniers du classement sont relégués et remplacés par le champion de deuxième division. De plus, le 13e de D1 affronte le vice-champion de D2 en barrage de promotion-relégation.
C’est le FC 105 Libreville qui est sacré cette saison après avoir terminé en tête du classement, avec trois points d’avance sur le duo Mangasport-TP Akwembé. Il s’agit du dixième titre de champion du Gabon de l’histoire du club.
Initialement relégué en seconde division à l’issue de la saison précédente, le club de l'AS Scolaire est réintégré au Championnat National par décision de la fédération après la 5e journée de la compétition. 

## Les clubs participants
| - FC 105 Libreville - AS Mangasport - Aigles de Bélinga - Petrosport FC - USM Libreville - AS Scolaire - AO Evizo - Aigles Verts FC | - TP Akwembé - Cercle Mbéri Sportif - Promu de D2 - Wongosport - Stade d'Akébé - Stade de Mbombey - Ndzimba FC - Munadji 76 - US Bitam |

## Compétition

### Classement
| Rang | Équipe                 | Pts | J  | G  | N  | P  | Bp | Bc | Diff |
| ---- | ---------------------- | --- | -- | -- | -- | -- | -- | -- | ---- |
| 1    | FC 105 Libreville      | 62  | 30 | 20 | 2  | 8  | 68 | 40 | +28  |
| 2    | AS Mangasport'T'C      | 59  | 30 | 17 | 8  | 5  | 63 | 17 | +46  |
| 3    | TP Akwembé             | 59  | 30 | 18 | 5  | 7  | 56 | 29 | +27  |
| 4    | US Bitam               | 55  | 30 | 16 | 7  | 7  | 46 | 20 | +26  |
| 5    | AO Evizo               | 54  | 30 | 14 | 12 | 4  | 50 | 30 | +20  |
| 6    | Munadji 76             | 49  | 30 | 14 | 7  | 9  | 45 | 37 | +8   |
| 7    | Wongosport             | 48  | 30 | 13 | 9  | 8  | 35 | 33 | +2   |
| 8    | Petrosport FC          | 41  | 30 | 12 | 5  | 13 | 41 | 41 | 0    |
| 9    | Cercle Mbéri SportifP  | 39  | 30 | 11 | 6  | 13 | 34 | 58 | -24  |
| 10   | Aigles de Bélinga      | 37  | 30 | 8  | 13 | 9  | 27 | 34 | -7   |
| 11   | Stade d'Akébé          | 35  | 30 | 9  | 8  | 12 | 43 | 44 | -1   |
| 12   | USM Libreville         | 33  | 29 | 7  | 12 | 10 | 28 | 27 | +1   |
| 13   | AS Scolaire            | 29  | 30 | 8  | 5  | 17 | 28 | 43 | -15  |
| 14   | Stade de Mbombey exclu | 27  | 30 | 8  | 3  | 19 | 27 | 51 | -24  |
| 15   | Ndzimba FC             | 23  | 30 | 6  | 5  | 19 | 21 | 54 | -33  |
| 16   | Aigles Verts FC        | 14  | 29 | 4  | 2  | 23 | 20 | 68 | -48  |

|  | Qualification pour la Ligue des champions de la CAF 2002               |
|  | Qualification pour la Coupe des Coupes 2002                            |
|  | Qualification pour la Coupe de la CAF 2002                             |
|  | Participation au barrage de promotion-relégation                       |
|  | Relégation directe en deuxième division                                |
|  | T : Tenant du titre C : Vainqueur de la Coupe du Gabon P : Promu de D2 |

- À la suite de trois forfaits durant le championnat, le club du Stade de Mbombey doit abandonner la compétition et est automatiquement relégué en deuxième division.

### Matchs

#### Barrage de promotion-relégation
| Équipe 1    | Résultat | Équipe 2      | Aller | Retour |
| ----------- | -------- | ------------- | ----- | ------ |
| AS Scolaire | 0 - 0    | (D2) JS Basso | 0 - 0 | -      |

- La JS Basso déclare forfait pour le match retour. Les deux formations se maintiennent dans leur championnat respectif.

## Bilan de la saison
| Championnat du Gabon de football 2001                             |                               |
| Champion                                                          | FC 105 Libreville (10e titre) |
| Coupes et trophées                                                |                               |
| Vainqueur de la Coupe du Gabon 2001                               | AS Mangasport                 |
| Qualifications continentales                                      |                               |
| Ligue des champions de la CAF 2002                                | FC 105 Libreville             |
| Coupe des Coupes 2002                                             | AS Mangasport                 |
| Coupe de la CAF 2002                                              | TP Akwembé                    |
| Promotions et relégations                                         |                               |
| Promus en Championnat National                                    | Ndella Energie                |
| Relégués en Championnat du Gabon de football de deuxième division | Stade de Mbombey              |
| Relégués en Championnat du Gabon de football de deuxième division | Ndzimba FC                    |
| Relégués en Championnat du Gabon de football de deuxième division | Aigles Verts FC               |